# キューティーズ
ドールメーカー キューティーズ (CUTIES,INC.) は、東京都台東区蔵前にあるフィギュア、人形などの企画・制作・製造・販売を行うメーカー。主にフィギュアや着せ替え人形用の衣装、ドールスタンドを製造販売している。
特筆すべきは発売している金属製の高級人形用スタンド（ドールスタンド）で国内で発売されている大手メーカーのドールにはほぼ全て対応する種類のものを製造している。
また、現在は女性用下着や、ジグソーパズルなどの製造販売も行っている。
かつては東京おもちゃショーやギフトショーなどの大型見本市などにも毎年出展していたれっきとしたメーカーであるが、近年は出展していない。

## 概要
もともとリアル造形のフィギュアなどを多く製作していたが、ドールドレスの製造を開始後は着せ替え人形の製造にも着手。
2000年ごろから米国ロバート・トナードール社のタイラー・ウェントワース・コレクションやタイニー・ベッツイー・マッコールのシリーズの輸入販売を手がけてから一般的な女性客にも名前を知られるようになり、一時は商品が足りず店頭に並ぶことが珍しかった時期もある。

その後60cmサイズのBJD＝球体関節人形用の金属製ドールスタンドを発売。オビツボディ60やスーパードルフィー等のファンに愛用されている。
1/6、1/4ドールサイズのパンティーストッキング類は80種類以上、ブーツ類は40種類以上、ワンピース水着、ビキニ類70種類以上が発売中である。

2008年にスーパードルフィー用のトルソーを発売した。
2008年に1/1人間用の縞ぱんを数種類発売する。
2009年にスーパードルフィー用の60cmドール用金属製ドールスタンド（サドルタイプ）を発売する。
2009年に大型ポスター付きのアグネス・ラムの1/6フィギュアを発売（3種類）する。
また2009年9月からアグネス・ラムのTシャツを4種類発売する。
2009年11月にアグネス・ラムのジグソーパズルを4種類発売する。
2009年2月にユノア・クルス、ミニドルフィードリーム用の42cmドール用金属製ドールスタンド（サドルタイプ）を発売する。
2009年7月に1/6用、12インチ用の金属製ドールスタンド（サドルタイプ）を発売する。
2009年9月に銀河鉄道999の絵柄の入ったボクサーパンツ、レディースショーツを製造する。（企画・発売は株式会社マーミット）
2009年8月に1/6 サイズ用の金属製ドールスタンド（サドルタイプ）を発売する。
2009年10月にミラクル☆トレイン～大江戸線へようこそ～のデザインショーツ（レディース）を2種類発売する。
2009年12月からゴジラのジグソーパズルを10種類発売。
2010年5月に1/6 サイズ坂本龍馬全身フル可動フィギュアを発売する。
2010年に1/1人間用の縞ぱんが8種類になり、更に縞ブラを2種類発売する。
2010年6月にリボルテックやS.H.Figuarts、フィグマサイズ用の金属製ドールスタンドを発売する。
2010年夏にアグネス・ラムの超リアルな1/4フィギュアを発売(2種類）する。
2010年に1/1人間用の水着縞ビキニや縞ワンピース水着を発売する。
2013年4月に27ｃｍドールや23ｃｍドール、がまとめて陳列可能な壁掛け式ドールケースを発売する。
2016年12月に27ｃｍドール用の底面が丸型の金属製スタンド（日本製では初）を発売する。
2016年12月に不二家　ペコちゃん　のジグソーパズルを発売する。
2017年11月に滝平二郎　きりえ作品のジグソーパズルを発売する。
2019年8月にかえるのピクルス　のジグソーパズルを発売する。
2024年12月に酒のほそ道　のジグソーパズルを発売する。